# Gaspar de Teves y Córdoba y Tello de Guzmán
Gaspar de Teves y Córdoba y Tello de Guzmán (ca.1631-1685), II marqués de La Fuente del Torno y II conde de Benazuza, fue un político español que ejerció como menino, militar, embajador en Venecia y Francia y miembro del Consejo de Guerra durante la segunda mitad del siglo XVII.

## Biografía
Aunque se desconoce la fecha exacta de su nacimiento, este debió producirse poco después del enlace de sus padres, en 1631. Gaspar fue el hijo primogénito de Gaspar de Teves y Tello de Guzmán, I marqués de La Fuente desde 1633, y Úrsula de Córdoba, hija de Antonio Domingo Fernández de Córdoba, I marqués de Valenzuela, y de Ana María de Cardona Osorio. Desde sus primeros años de vida, frecuentó los ambientes cortesanos y ocupó diversos cargos palaciegos. Entre ellos, el de menino de Felipe IV durante más de diez años. Sin duda, la cercanía de su padre al conde-duque de Olivares, valido del monarca, fue esencial para granjearle el acceso a la corte de la Monarquía Hispánica y a importantes cargos en el ejército de Milán durante más de quince años en plena Guerra de los Treinta Años. Entre ellos, destacan los puestos de capitán de las compañías de las guardas, teniente general de caballería, maestre de campo del tercio de Saboya y gobernador de Lodi
 

En 1659, el futuro II marqués de La Fuente contrajo matrimonio con Luisa Osorio, hija de Bernardino de Ayala, conde de Villalba, y dama de la reina, siendo los reyes los padrinos del enlace. Esta lo acompañaría a lo largo de su trayectoria política y diplomática a lo largo de las cortes europeas. No obstante, el matrimonio no tuvo descendencia.

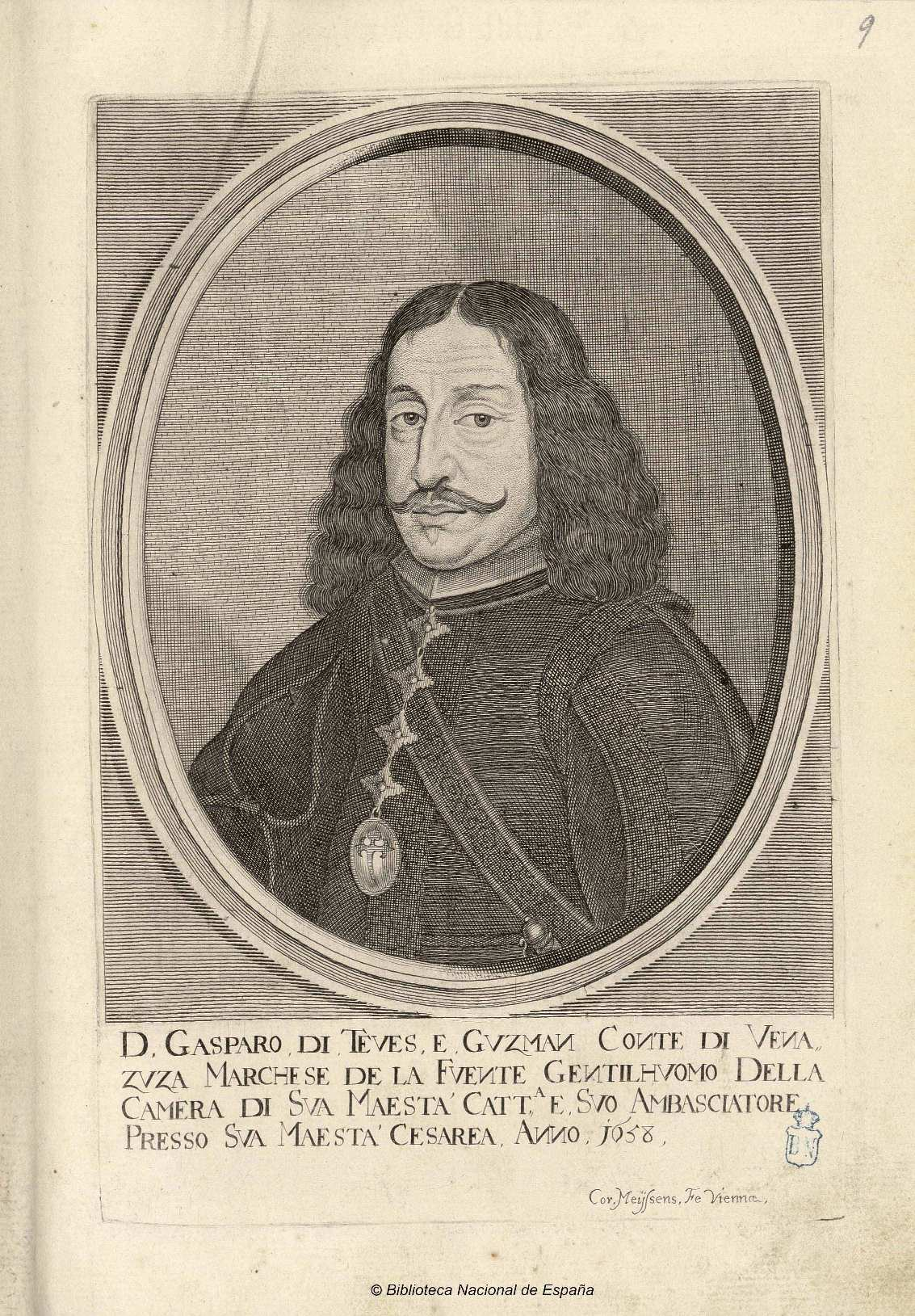
Su padre, Gaspar de Teves y Guzmán, I marqués de La Fuente, grabado firmado en Viena por Cornelis Meyssens para la Historia di Leopoldo Cesare, del conde Galeazzo Gualdo, 1670-1674.

Retomando la figura de su progenitor, este fue uno de los embajadores más destacados del siglo XVII, ocupando las embajadas ordinarias de Venecia (1642-1656), Viena (1657-1661) y París (1661-1667). Su dilatada trayectoria política le granjeó la confianza de la reina Mariana de Austria, quien durante su regencia lo convirtió en su principal asesor en política exterior. Una influencia que el I marqués de La Fuente aprovechó para promover a su primogénito a algunos de los principales cargos de representación de la corona. Entre ellos, la embajada en Venecia (1667-1676), que él mismo había ocupado años atrás. 
Así las cosas, Gaspar de Teves y Córdoba llegó a Venecia el 26 de febrero de 1667, donde tuvo que hacer frente a la fase final de la Guerra de Candía (1645-1669), que enfrentó a la República de San Marcos con el Imperio Otomano por la isla de Creta, y a las peticiones de ayuda de aquella república a la Monarquía Hispánica. Así como los inicios de la Revuelta de Mesina (1674-1678). En 1672 recibió el cargo de consejero de Guerra. Poco después, estando en Venecia recibió la noticia del fallecimiento de su padre en 1673, convirtiéndose así en cabeza de familia y heredando los principales títulos asociados al linaje: el marquesado de La Fuente del Torno y el condado de Benazuza. Así mismo, reclamó los cargos de acemilero mayor y miembro de la Cámara de Indias que su progenitor había detentado hasta entonces.
En los últimos años de su vida, tras ser nombrado embajador en Londres en 1676, legación que nunca llegó a ocupar, ejerció como ministro plenipotenciario en el Congreso de Nimega (1678-1679) y ejerció como embajador extraordinario del Rey Católico en París (1680-1683). Falleció en Madrid el 12 de mayo de 1685. Como ya señalamos anteriormente, durante su matrimonio con Luisa Osorio no tuvo descendencia, por lo que el marquesado de La Fuente y el condado de Benazuza pasaron a su hermana Inés, casada con el marqués de Florencia, y de ella a su hijo Gerolamo Talenti Fiorenza, quien también ocupó la embajada en la ciudad de los canales, interinamente, en 1693. Ahora bien, Gaspar de Teves y Córdoba si tuvo un hijo ilegítimo, al que reconoció como propio, quien fue secretario de Carmíneo Nicolás Caracciolo, príncipe de Santo Buono, durante su embajada en Venecia (1704-1711).